# Ляховский, Пётр Самойлович
Пётр Самойлович Ляховский (13.06.1904, Винницкая область — 08.05.1954) — санинструктор роты 838-го стрелкового полка, старший сержант — на момент представления к награждению орденом Славы 1-й степени.

## Биография
Родился 13 мая 1904 года в селе Сеферовка Барского района Винницкой области. Украинец. Работал в колхозе. В 1926—1928 годах проходил действительную службу в Красной Армии. Вернувшись домой, заведовал почтовым отделением.
В первые месяцы войны остался на оккупированной территории. В октябре 1944 года был вновь призван в армию. Весь боевой путь прошел в составе 838-го стрелкового полка 237-й стрелковой дивизии.
8 октября 1944 года в районе населенного пункта Солоновец, 48 км северо-восточнее города Ужгород Закарпатской области Украины, санитар роты младший сержант Ляховский оказал под огнём противника 11 бойцам и офицерам первую медицинскую помощь и вынес их с поля боя, в том числе тяжело раненого командира роты.
Приказом от 28 октября 1944 года младший сержант Ляховский Пётр Самойлович награждён орденом Славы 3-й степени.
На заключительном этапе освобождения Закарпатской Украины, при наступлении на населенный пункт Вешковцы во время атаки погиб командир 2-го стрелкового взвода. Санитар Ляховский принял командование подразделением на себя.
22 ноября 1944 года в бою за село Вешковце младший сержант Ляховский, командуя стрелковым подразделением, в числе первых со своим отделением ворвался в расположение противника, поразил 3-х и взял в плен 2-х вражеских солдат. 28 ноября у села Земплин, переправившись ночью с бойцами через реку Бодрог, внезапно напал на противника, истребил до 10 противников.
Приказом от 4 января 1945 года по войскам 18-й армии младший сержант Ляховский Пётр Самойлович награждён орденом Славы 2-й степени.
Вскоре после форсирования реки Бодрог он заболел двусторонним крупозным воспалением легких. От госпиталя категорически отказался и более месяца пролежал в медсанбате. После выздоровления, учитывая состояние здоровья, был вновь назначен санитарным инструктором.
12-13 февраля 1945 года полк, в котором воевал старший сержант Ляховский, вёл бои у села Ясеница, села Лазы, города Струмень. Командир полка, представляя старшего сержанта Ляховского к награждению орденом Славы 1-й степени, писал: «…12 февраля 1945 года при отражении ожесточенной контратаки противника в районе населенного пункта Ясеница под ураганным пулеметным и артиллерийским огнём оказал помощь и вынес с поля боя двенадцать тяжелораненых бойцов и офицеров. 13 февраля в бою за дом севернее населенной пункта Лазы он в сложной боевой обстановке вынес с нейтрально. зоны двух офицеров и семь тяжелораненых бойцов, оказав им первую медицинскую помощь».
В середине апреля 1945 года Ляховский был тяжело ранен, в медсанбате бойцу сделали сложную операцию, но один из осколков остался в груди. В госпитале в тылу узнал, что за последний бой награждён орденом Красной Звезды. А позднее пришло известие о награждении орденом Славы 1-й степени.
Указом Президиума Верховного Совета СССР от 29 июня 1945 года за образцовое выполнение заданий командования в боях с захватчиками на завершающем этапе Великой Отечественной войны старший сержант Ляховский Пётр Самойлович награждён орденом Славы 1-й степени. Стал полным кавалером ордена Славы.
В 1945 году был демобилизован. Возвратившись домой, вопреки советам врачей, активно включился в общественную жизнь. Был вновь назначен заведующим почтовым отделением, избирался депутатом сельского Совета. Работал и жил в селе Журавлёвка Барского района. Но вскоре сказалось тяжелое ранение. После продолжительной болезни 8 мая 1954 года Пётр Самойлович Ляховский скончался. Похоронен на кладбище села Сеферовка.
Награждён орденами Красной Звезды, Славы 3-х степеней, медалями.
Возле Сеферовской неполной средней школы установлен памятник воинам-землякам, погибшим в годы Великой Отечественной войны. На одной из мемориальных досок высечено имя полного кавалера ордена Славы Петра Самойловича Ляховского.